# 152-мм пушка Канэ
Пу́шка Канэ́ — морское скорострельное артиллерийское орудие среднего калибра, предназначенное для применения на кораблях и береговых батареях. Разработано в конце XIX века французской фирмой «Форже э Шантье Медитеране» под руководством её основателя, инженера Гюстава Канэ. Впервые поступило на вооружение военных флотов в 1889 году. Первый корабль русского флота, вооружённый 152-мм орудиями системы Канэ, — броненосный крейсер «Рюрик». Принято на вооружение русского флота 31 августа 1891 года.

## Описание
Высокая скорострельность орудия 12 выстрелов в минуту — для 120-мм и 10 выстр./мин для 152-мм, обеспечена применением унитарного патрона. Наибольшая дальность стрельбы 13,2 км. Длина ствола 45 калибров.
Угол вертикального наведения −6°…+20°. Угол горизонтального наведения 360°. Тормоз отката гидравлический, веретённого типа. Накатник пружинный. Длина отката 375—400 мм. Высота оси орудия над палубой 1150 мм. Диаметр окружности по центрам фундаментных болтов 1475 мм. Вес качающейся части 8300 кг. Вес щита 991 кг. Общий вес станка без орудия 6290 кг, с орудием — 14 690 кг.

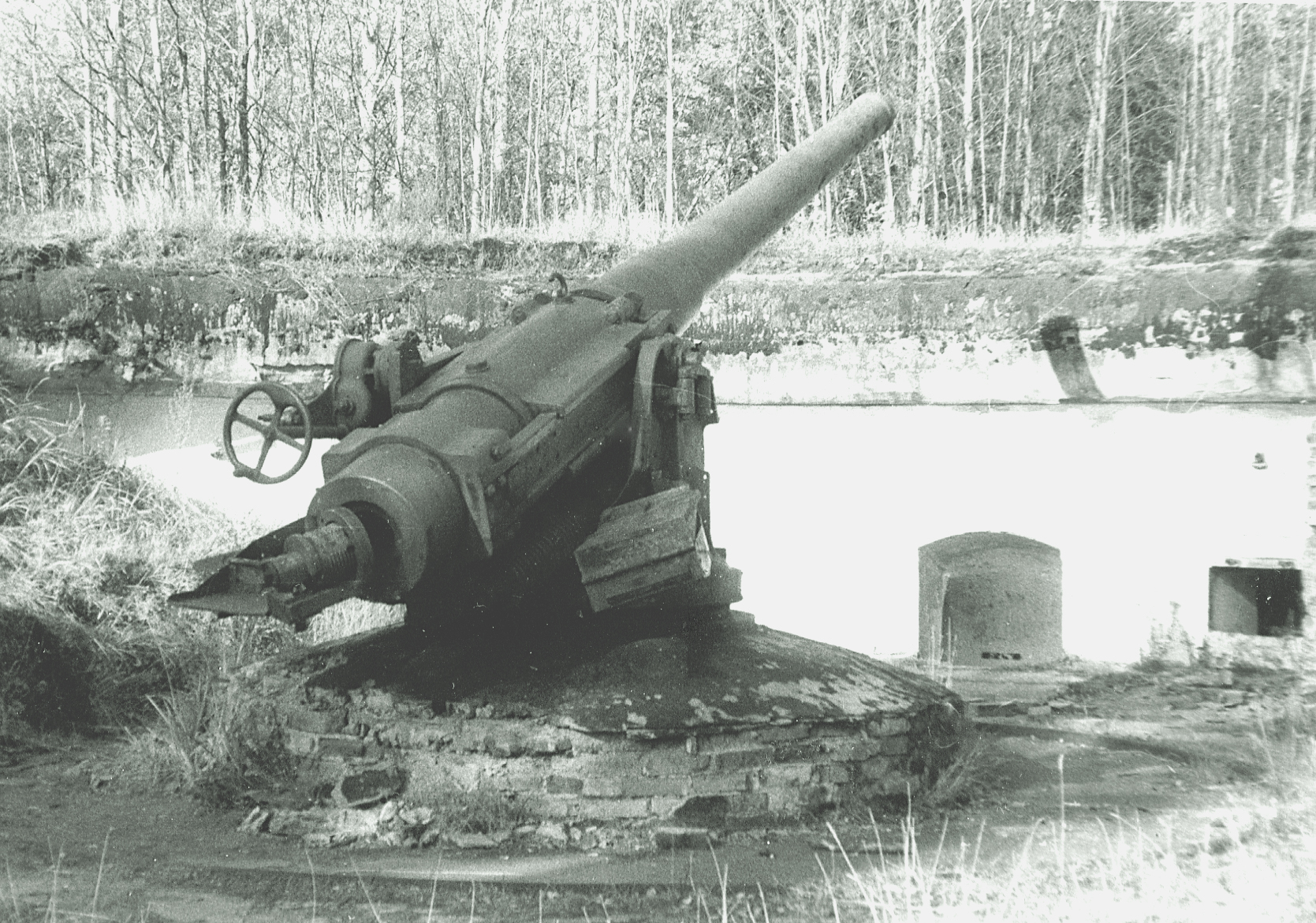
152-мм пушка Канэ на позиции форта «Красная Горка»

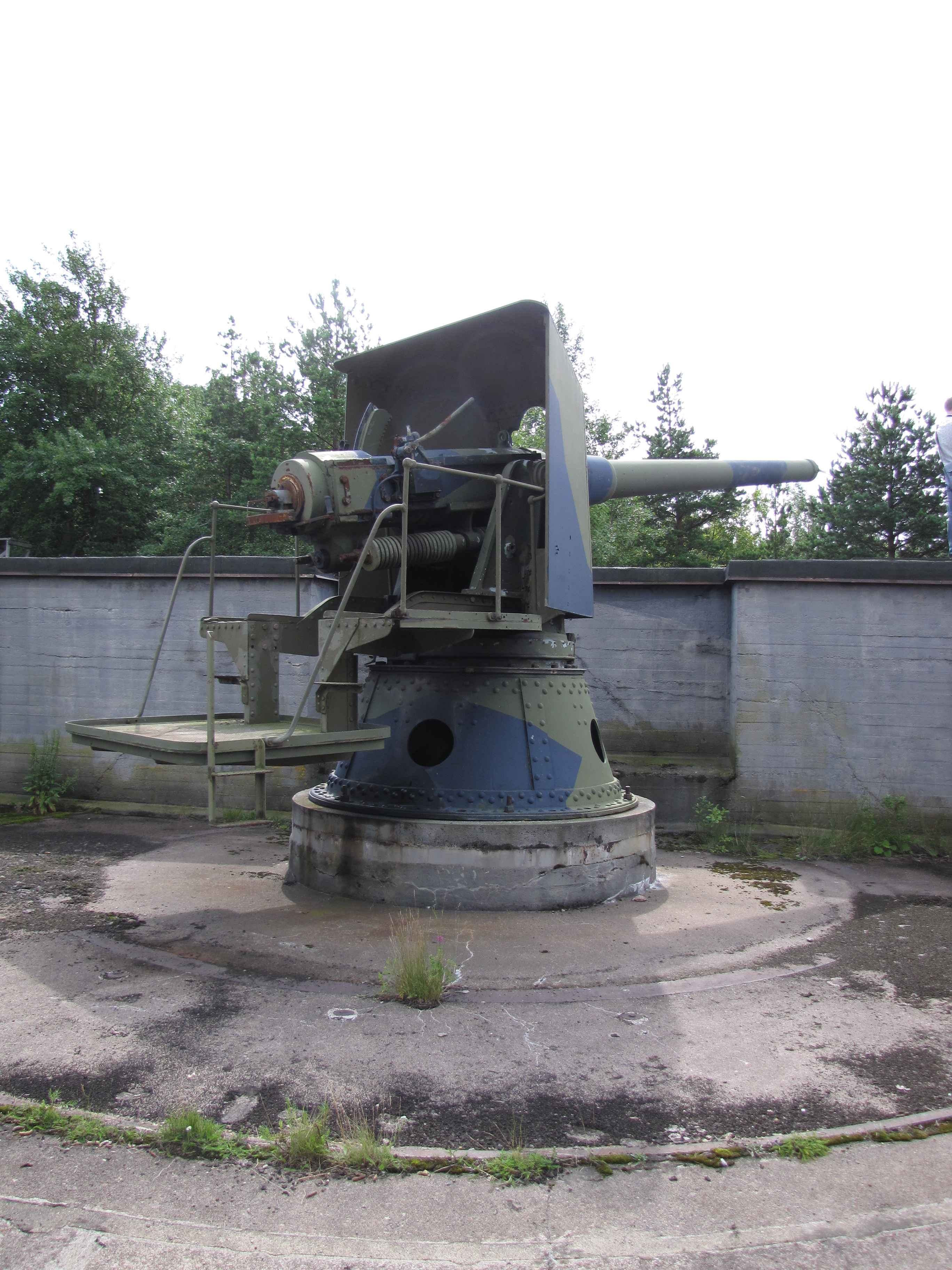
Общий вид справа щитовой береговой установки на о. Куйвасаари под Хельсинки

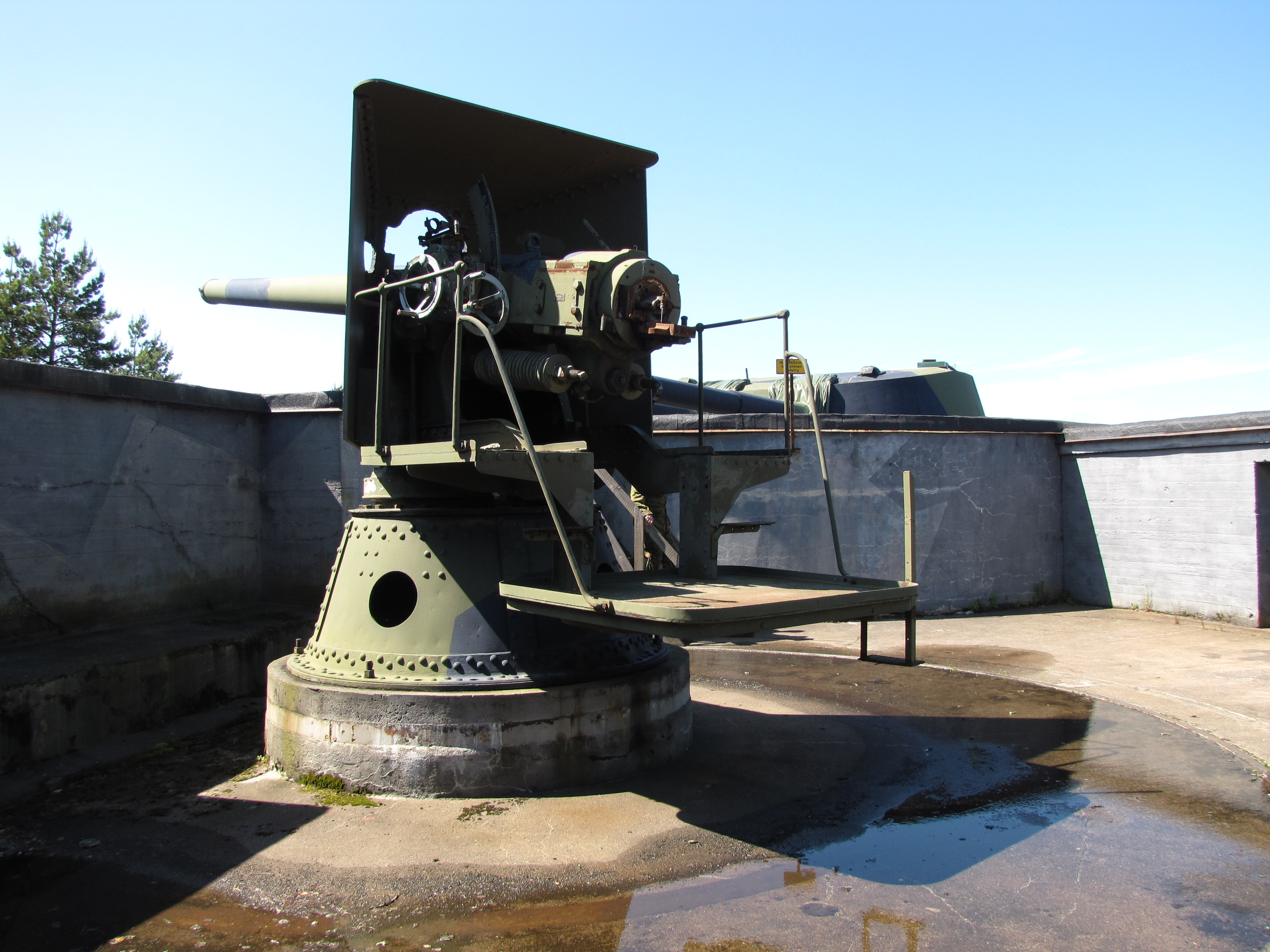
Общий вид слева щитовой береговой установки в крепости Свеаборг

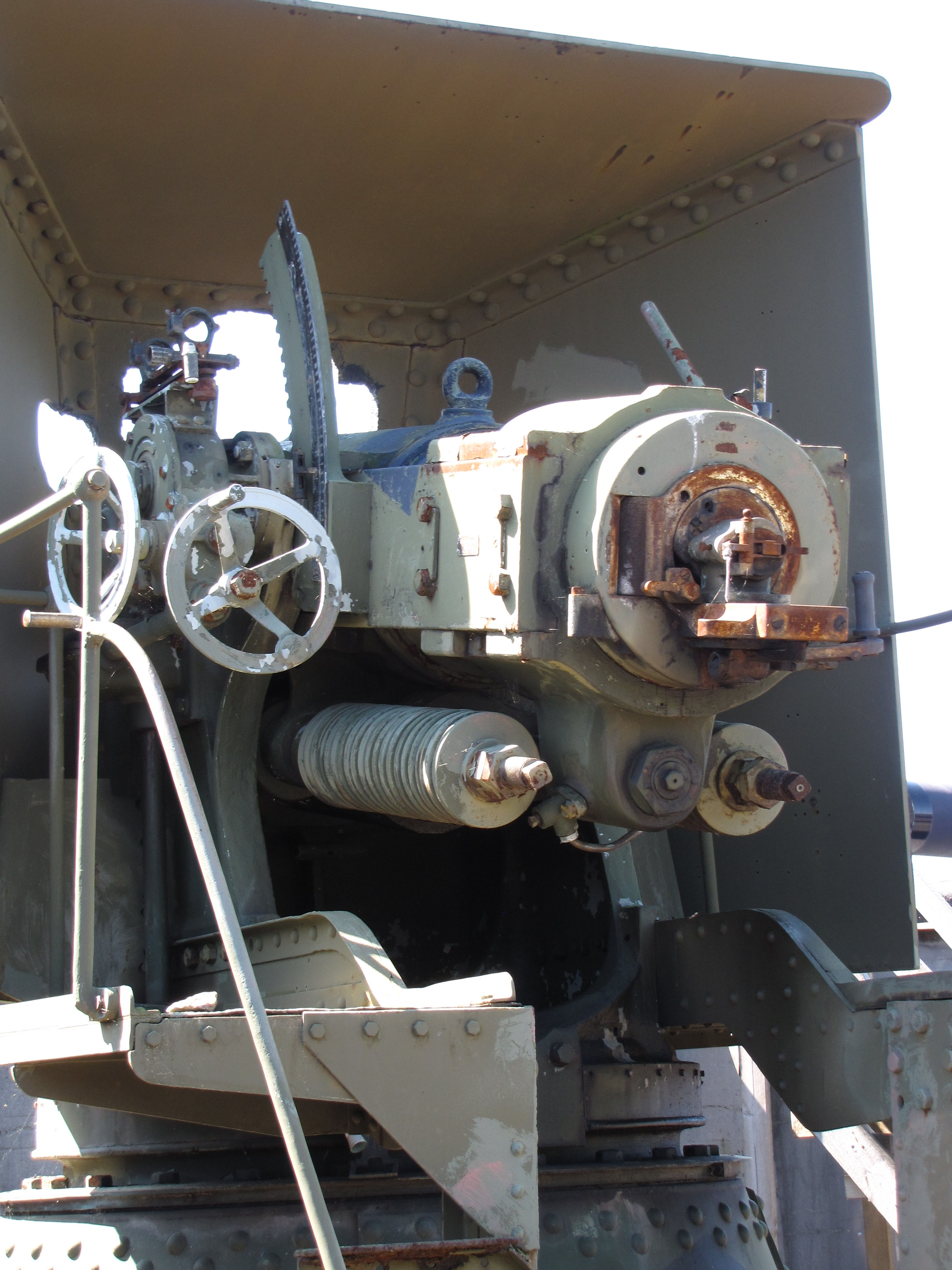
Крупный план той же установки

В начале 1891 года во Франции русской делегации продемонстрирована стрельба из 120-мм/45 и 152-мм/45 пушек системы Канэ. Стрельба из них велась унитарными патронами, и французы получили огромную скорострельность — 12 выстр./мин из 120-мм и 10 выстр./мин из 152-мм пушек.
Управляющий Морским министерством адмирал Н. М. Чихачев, вопреки мнению Морского технического комитета (МТК) решил ограничиться приобретением у Канэ чертежей, не заказывая образцов орудий. 10 августа 1891 года был заключён договор с обществом Форж и Шантье де ля Медитерранне, согласно которому Канэ представил чертежи станков к ним, снарядов, гильз и трубок (взрывателей).
В 1893—1894 годах в сухопутной артиллерии проводились опыты с 6"/50 пушкой Канэ. Но в 1895 году на вооружение береговых крепостей приняли 6"/45 пушку Канэ. Пушки Канэ являлись первыми в России патронными орудиями среднего калибра.
В ходе войны 1904—1905 годов было отмечено несколько разрывов дульной части 152-мм/45 пушек, поэтому после войны развернули производство 152-мм/45 орудий, скреплённых до дула. Параллельно продолжалось производство старых 152-мм/45 пушек взамен расстрелянных. Всего Обуховский завод в 1909—1916 годах изготовил 215 152-мм/45-кал пушек, а в 1917 году планировалось сдать 21 пушку. Пермский завод в 1914—1916 годах выпустил 89 152-мм/45 орудий, из них 9 скреплённых до дула. Последний заказ Морского ведомства Пермскому заводу был на 23 орудия со сроком сдачи с 1 сентября 1917 по 1 июля 1918 года. После февраля 1917 года производство резко упало.
К 25 ноября 1916 года на Балтийском флоте имелось 170 152-мм пушек. К 1 апреля 1917 года на Черноморском флоте насчитывалось 132 152-мм пушки, из них на судах 110, в действующей армии 14 и на складах 8.
Особенности устройства пушки Канэ:
1) затвор, требующий двух приёмов для открывания: нажатия ручки и поворота рукояти (первый приём производится так быстро и слитно со вторым, что практически можно эти два приёма считать за один); закрывание также производится в один приём;
2) патронное заряжание;
3) быстро и легко действующие механизмы наводки. Впервые, пожалуй, учтена необходимость большой скорости наводки при стрельбе по быстро двигающимся целям. Механизмы наводки в предшествующих системах мало удовлетворяли требованиям даже при малых скоростях движения, которыми обладали тогда корабли. Поэтому береговые мортиры преимущественно стреляли способом стрельбы 'по времени', при котором не нужно было непременно следить за целью. В системе был принят тормоз отката с подвижным дном оригинальной конструкции.
Система очень компактная, удобная для обслуживания, была принята одновременно для вооружения флота и береговых батарей. Во флоте она так и устанавливалась на кораблях. На береговых же батареях её устанавливали за брустверами высотой 7 футов (2,13 м). Для возможности стрелять прямой наводкой по быстро движущимся целям из-за столь высокого бруствера пришлось сконструировать особую тумбу, к станку приспособить платформу для орудийного расчёта и на ней кран для подъёма патронов на столь большую высоту. В результате всего этого получилось неудобное положение расчёта на тесной зыбкой платформе, расчёт не получил никакого закрытия, скорострельность несколько понизилась (7-8 выстрелов в минуту).
Первоначально заряжание было унитарным, но затем в корабельных пушках перешли к раздельному. Журналом МТК от 4 июня 1901 года для этого ввели укороченную на 19,3 мм гильзу, которая только касалась дна снаряда. Длина новых гильз составляла 1095 мм, вес от 14,5 до 15,46 кг. В береговых 152-мм/45-кал пушках оставили унитарное заряжание.

## История применения в корабельной артиллерии
Вопрос о применении в русском флоте «скорострельных пушек стреляющих готовыми патронами» калибром до 152 мм, возник вследствие появления таких орудий на кораблях иностранных флотов и ознаменовал начало продолжительного, захватившего и советское время, периода. В начале 1891 года за границу отправлена комиссия из артиллерийских офицеров, которая изучила орудия трёх возможных поставщиков — английской фирмы Армстронга и французских Гочкиса и «Форж и Шантье де ля Медитерранне» и предоставила отчёт на рассмотрение в Морской технический комитет (МТК). Выбор МТК «…признавая необходимым скорейшее введение большекалиберных скорострельных орудий…», пал на орудия фирмы «Форж и Шантье» конструкции инженера Канэ (журнал МТК по артиллерии № 12 от 7 мая 1891 г. не содержит сравнительного анализа достоинств разных типов орудий и безапелляционно свидетельствует о признании пушек Канэ «лучшими из ныне существующих»). МТК отверг мнение комиссии о нецелесообразности заказывать «образцовые экземпляры орудий или станков» и рекомендовал приобрести одну пушку на бортовом станке, вторую на центральном штыре и 300 патронных гильз (для скорейшего освоения производства этих орудий на Обуховском заводе и «приискания» к пушкам отечественного пороха). Но управляющий Морским министерством адмирал Н. М. Чихачев, вопреки мнению МТК решил обойтись без образцов и обстоятельных их полигонных испытаний. В августе 1891 года «высочайше разрешено» приобретение документации за 200 000 франков. Эта сумма была уплачена Канэ через год, по получении всех 150 чертежей, от претензий Канэ на получение сверх контрактной стоимости чертежей ещё и особой премии за каждое изготовленное орудие, русские — «отбились»… В 1892 году Обуховский завод приступил к освоению производства орудий Канэ калибром 152, 120, 75 и 47 мм и столкнулся со множеством проблем. В частности предстояло: определиться с выбором — унитарный патрон или раздельное заряжание; определиться с корабельной системой хранения и подачи боеприпасов; разработать и выбрать тип пороха; определиться с исполнителем способным решить указанные проблемы наилучшим образом.

## История применения в артиллерии береговой обороны
Береговые 152-мм пушки Канэ предназначались, главным образом, для содействия прочей артиллерии, имея задачей обстрел наиболее дальних и притом важных в боевом отношении целей и борьбу с дальнобойной и крупной артиллерией противника (наибольшая дальность пушки Канэ 13,2 км). Для разрушения окопов 152-мм пушки Канэ непригодны ввиду ничтожного фугасного действия бомбы (гранаты) — лишь 2,86 кг тротила.

## История применения в сухопутной артиллерии
Первый опыт применения пушек Канэ на суше был получен при обороне Порт-Артура, когда снятые с кораблей орудия устанавливались на сухопутных оборонительных позициях. Тогда же была подтверждена высокая эффективность и полезность орудий такого типа для сухопутных войск, но этот опыт учтён не был — в войну армия и крепости вступили с пушками образца 1877 г. Устранить недостатки системы вооружения во время войны в полной мере не удалось, а потому спешное приспособление морских и береговых пушек Кане к условиям сухопутного фронта стало всё же паллиативной мерой.
Во время 1-й мировой войны пушки Канэ вновь применялись в армии. При устаревших орудиях крепостной и осадной артиллерии и малом количестве новых орудий 6" калибра, русская армия оказалась в невыгодном положении. Старые пушки образца 1877 г. в 120 и 190 пудов имели недостаточную дальность стрельбы, значительный износ, что делало их практически бесполезными в борьбе с дальнобойной осадной артиллерией противника. Так, крепость Осовец обстреливали 420- и 305-мм немецкие мортиры, позиции которых находились вне пределов досягаемости устаревших крепостных орудий, и только своевременное появление двух пушек Кане позволило пресечь дальнейшие попытки обстрела крепости.
В этих условиях возникла острая необходимость в скорейшем получении современных 6" пушек с дальностью стрельбы 13-15 км. Кроме как в крепостях, пушки Канэ нашли применение и при атаке крепостей, но, в особенности, при обороне долговременных позиций и защите побережья. Дальнобойность и мощность огня этих пушек позволяла решать также задачи по поражению важных объектов, расположенных в тылу войск противника.